# 단 짜인

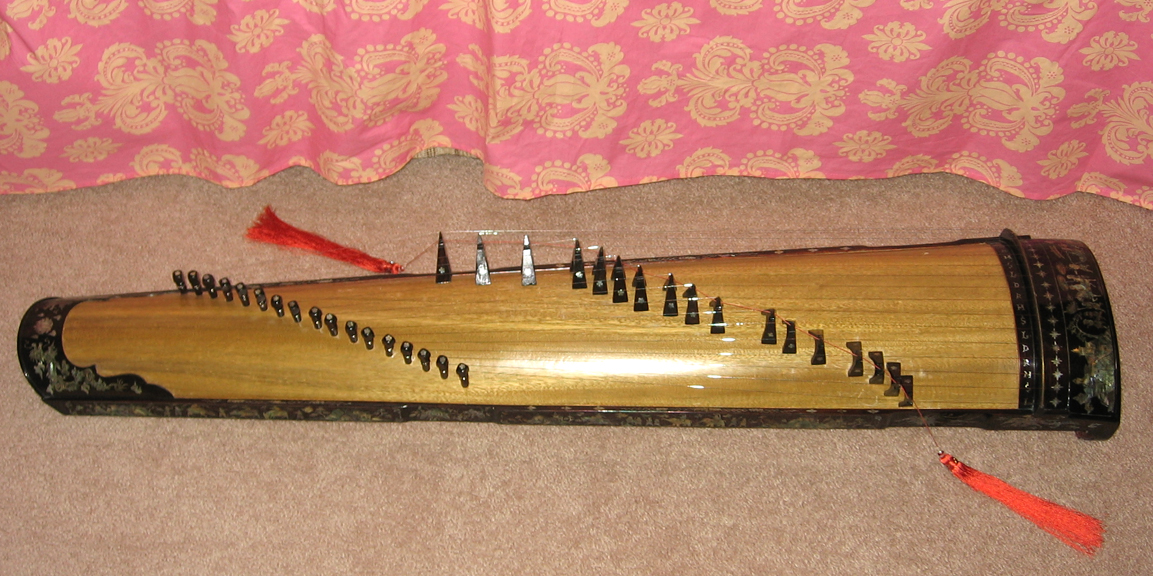
17현의 단 짜인

단 짜인(베트남어: Đàn tranh, 檀箏)은 베트남의 전통 현악기이다. 나무로 만들어졌으며, 현(弦)은 철제이고, 각각의 V자 모양으로 된 다리에 의해 지탱되어 있다.
단 짜인은 단독 연주에도 사용되고, 협주에도 사용된다. 원래 16개의 줄이 있었으나, 1918년 남 베트남의 응우옌 빈 바오에 의해서 17현으로 개량되어 그 때부터 많은 인기를 모았다. 중국의 현악기인 쟁(箏)의 영향을 받았으며, 한국의 가야금이나, 일본의 고토(琴)와도 같은 종류의 악기에 속한다.

## 역사
13세기 말, 14세기 초에 단 짜인은 14개의 현이 있었다. 15세기 말과 18세기 사이 단 짜인의 현의 수는 15개로 증가하였다. 19세기 들어 현의 수가 16개인 단 짜인이 등장하였으며 1970년대 말, 1980년대 초까지 표준이 되었다.

## 같이 보기
- 가야금
- 거문고
- 쟁
- 고토
- 야특